# Ołeksandra Kohut
Ołeksandra Kohut (ukr. Олександра Зеновіївна Когут; ur. 9 grudnia 1987 we Lwowie) – ukraińska i od 2018 roku austriacka zapaśniczka startująca w kategorii do 51 kg w stylu wolnym, mistrzyni świata, wicemistrzyni Europy.
Największym jej sukcesem jest złoty medal mistrzostw świata w Moskwie (2010). Jest także czterokrotną medalistką mistrzostw Europy (2006, 2008, 2010 i 2012).
Czwarta w Pucharze Świata w 2006; piąta w 2005 i 2009 i szósta w 2012. Trzecia na uniwersjadzie w 2005. Ósma na igrzyskach europejskich w 2015 roku.